# Françoise Élisabeth Desfossez
Françoise Élisabeth Desfossez, née Carraque le 4 février 1743 à Paris et morte le 27 septembre 1825 dans la même ville, est une compositrice et pianiste française, auteure de sonates pour le piano-forte.

## Biographie

### Jeunesse et famille
Françoise Élisabeth Carraque naît dans la paroisse Saint-Nicolas-des-Champs en 1743, fille de Charles Carraque, avocat au Parlement, et Élisabeth Le Chanteux, son épouse.
En 1763, elle épouse à l'église Saint-Laurent Charles-Henri Desfossez, comte de Villeneuve, seigneur de Cappy, lieutenant-colonel des dragons et chevalier de Saint-Louis. Elle prend le titre de comtesse.   
Le couple a plusieurs enfants : Charles-Henri en 1764 ; des jumeaux morts à la naissance ; Pierre-Antoine (ou Pierre-Marin) en 1767, « muet et imbécile » de naissance. En 1790, une pension de 500 livres est accordée à Françoise Élisabeth Desfossez « en considération des services de son mari, premier capitaine du colonel-général, dragons, avec grade de lieutenant-colonel ; pour payer, dans une maison de force,  la subsistance de leur fils [...] qui a l'assurance de cette pension, au cas qu'il survive à sa mère. »,
Après une carrière militaire, l'aîné, Charles-Henri Desfossez, élève de Greuze, Regnault et Augustin, devient peintre en miniature,. 

### Parcours
En 1790, trois partitions de sonates pour piano-forte sont publiées au nom de Madame la comtesse D. F. Z., dédiées respectivement à Madame la vicomtesse de Gand, à la compositrice et pianiste Hélène de Montgeroult et à Madame Hocquart, « première présidente de la Cour des Aydes ». En 1798, Françoise Élisabeth Desfossez signe un recueil de trois sonates dédiées au compositeur Ignace Pleyel, qu'elle appelle son ami et son maître.
Veuve en 1802, Françoise Élisabeth Desfossez meurt en septembre 1825, en son domicile parisien du 12, rue Meslay. Elle est inhumée trois jours plus tard au cimetière du Père-Lachaise, division 2. Peu après, la Gazette de France écrit : « Les amateurs des arts viennent de perdre une dame qui, sous le simple titre d’amateur, avait obtenu dans la composition et l'exécution de la musique de piano, des succès qui la rendaient la digne rivale de Mmes de Montgeront [sic], de Puisieux et Whinn. A ces brillans talens, Mme la comtesse Desfossez ajoutait des connaissances dont se fussent honorés plus d’un littérateur et d’un savant ; elle vient de mourir à Paris, à l'âge de 83 [sic] ans. »
En 1863, sa sépulture est déplacée, une première fois en mars, puis une seconde en juillet : les restes de la compositrice sont déposés dans un caveau aux côtes de ceux de sa petite-fille, Marthe Jeanne Marie des Fossez, morte l'année précédente à l'âge d'un an,.

## Œuvres
(partitions disponibles sur Gallica)
- Sonate pour le piano forte [en sol] dédiée à Madame la vicomtesse de Gand, composée par Madame la comtesse D. F. Z. Gravée par Mme Oger, Paris, 1790

- Sonate pour le piano forte [en si ] dédiée à Madame la marquise de Montgeroult, composée par Madame la comtesse D. F. Z. Gravée par Mme Oger, Paris, 1790

- Sonate pour le piano-forte [en mi ] dédiée à Madame Hocquart, première présidente de la Cour des Aydes, composée par Madame la comtesse D. F. Z. Gravée par Mme Oger, Paris, Chez Mr Prader, 1790 (avec dédicace en anglais)
- Trois sonates pour le piano forte avec accompagnement de violon obligé et de violoncelle ad libitum dédiée à Ignace Pleyel par F. E. Desfossez, Œuvre IIIe, Paris, Chez l'auteur, 1798[17]

## Archives personnelles
- Contrat de mariage, 17 avril 1763, Jean Andrieu notaire, Archives nationales, cote RE/IV/6
- Procuration, dépôt. Desfossez, Charles-Henri, comte. Carraque, Anne-Françoise-Elizabeth (ép. Ch.-H. Desfossez), Lechanteux, Anne-Françoise (succession), 19 avril 1790, Archives nationales, cote MC/ET/LII/636[18]